# Michele J. Sison
Michele Jean Sison (Arlington, Virginia, 27 de mayo de 1959) es una diplomática estadounidense. Se desempeñó brevemente como representante permanente interina de los Estados Unidos ante la Organización de las Naciones Unidas en enero de 2017, hasta la confirmación en el cargo de Nikki Haley. Previamente fue embajadora ante Emiratos Árabes Unidos, Líbano, Sri Lanka y Maldivas.

## Biografía
Posee ascendencia filipina. Estudió Ciencias Políticas en Wellesley College, graduándose en 1981, y luego en el London School of Economics (LSE).
Tras ingresar al Servicio Exterior de los Estados Unidos sirvió en Washington, D. C. y en las misiones diplomáticas estadounidenses en Puerto Príncipe, Haití (1982-1984); Lomé, Togo (1984-1988); Cotonú, Benín (1988-1991); Duala, Camerún (1991-1993) y Abiyán, Costa de Marfil (1993-1996). Se desempeló como Cónsul General en Chennai, India (1996-1999), y como Jefa Adjunta de Misión y Encargada de Negocios en la embajada estadounidense en Pakistán (1999-2002).
Fue confirmada por el Senado de los Estados Unidos, como Embajadora en los Emiratos Árabes Unidos el 6 de mayo de 2004. Previamente se había desempeñado como Secretaria de la Oficina de Asuntos del Asia Meridional del Departamento de Estado, encargada de supervisar las relaciones estadounidenses con Pakistán, Afganistán, Bangladés, India, Nepal y Sri Lanka.
También se desempeñó brevemente como encargada de negocios ante el Líbano, antes de convertirse oficialmente en la embajadora de los Estados Unidos desde junio de 2008 hasta agosto de 2010.
Fue confirmada por el Senado de Estados Unidos el 29 de junio de 2012 como embajadora de Estados Unidos en Sri Lanka y Maldivas, desempeñándose allí hasta diciembre de 2014 cuando fue trasladada a la misión estadounidense ante las Naciones Unidas en Nueva York. Fue confirmada por el Senado de los Estados Unidos como representante Adjunta ante las Naciones Unidas, como así también Representante Adjunta ante el Consejo de Seguridad de la ONU el 19 de noviembre de 2014.
En cuanto a su vida personal, está casada y tiene dos hijas.